# Esercito di Singapore
L'Esercito di Singapore (malese: Tentera Singapura; cinese: 新加坡陆军部队, pinyin: Xīnjiāpō Lùjūn Bùduì; tamil: சிங்கப்பூர் தரைப்படை, Ciṅkappūr Taraippaṭai; inglese: Singapore Army) è il Servizio delle forze armate di Singapore (SAF, Singapore Armed Forces) con il compito di operazioni terrestri. È il più grande dei tre servizi. L'esercito è soprattutto un esercito di leva che, in caso di guerra, mobilita la maggior parte del suo potere di combattimento richiamando i riservisti.